# Sticherus vestitus
Sticherus vestitus là một loài dương xỉ trong họ Gleicheniaceae. Loài này được Blume Ching mô tả khoa học đầu tiên năm 1940.